# Coffee prince 1hojeom
Coffee prince 1hojeom (커피프린스 1호점?, Keopi peurinseu 1hojeomLR; lett. "Il primo negozio del principe del caffè"; titolo internazionale The 1st Shop of Coffee Prince), spesso abbreviato in Coffee Prince, è una serie televisiva sudcoreana trasmessa su MBC dal 2 luglio al 28 agosto 2007. È basata sull'omonimo romanzo di Lee Sun-mi e nel 2012 ne sono stati realizzati due remake, uno filippino intitolato Coffee Prince e uno tailandese intitolato Coffee Prince Thai.

## Trama
Choi Han-kyul, erede di un'azienda alimentare, non ha mai avuto un lavoro e non vuole responsabilità. Go Eun-chan, invece, è una ragazza maschiaccio di ventiquattro anni che viene spesso confusa per un maschio. Da quando suo padre è morto, Eun-chan accetta qualsiasi lavoro per sostenere economicamente la sua famiglia, formata da una madre infantile e spendacciona, e da una sorella minore combinaguai. Quando Han-kyul e Eun-chan s'incontrano, lui, pensando che Eun-chan sia un maschio, l'assume come fidanzato in modo da sfuggire agli appuntamenti al buio che sua nonna puntualmente gli organizza.
Intanto, il cugino di Han-kyul, Choi Han-sung, un affermato produttore musicale, rincontra la sua ex, Han Yoo-joo, un'artista famosa che due anni prima si trasferì a New York, lasciando Han-sung dopo una relazione durata otto anni per stare con un altro uomo. Anche se inizialmente Han-sung non vuole più saperne di lei, i due finiscono per tornare insieme.
Dopo aver ricevuto un ultimatum dalla nonna, Han-kyul decide di rilevare una vecchia caffetteria, in seguito battezzata "Coffee Prince", per dimostrare le sue capacità: per attirare le clienti donne, Han-kyul assume solo uomini di bell'aspetto, ed Eun-chan continua a nascondere il proprio sesso per poterci lavorare. Presto, Eun-chan e Han-kyul iniziano a provare dei sentimenti l'una per l'altro, e Han-kyul, non sapendo che lei è una donna, comincia a mettere in discussione la propria sessualità.

## Personaggi

### Personaggi principali
- Go Eun-chan, interpretata da Yoon Eun-hye
Mascolina e dal grande appetito, viene spesso scambiata per un ragazzo a causa del suo aspetto trascurato e comportamento rozzo; nonostante questo è molto ingenua e pura. Non essendo potuta andare al college a causa dell'improvvisa morte del padre, per sostenere la sua famiglia è costretta a svolgere molti lavori part-time. Ha una sorella minore nei quali confronti è molto protettiva e una madre spendacciona. Scambiata da Choi Han-kyul per un ragazzo, sceglie di non correggere l'errore ed ottenere lavoro come cameriere nel nuovo Coffee Prince. Dopo essersi appassionata al campo del caffè decide di diventare barista.
- Choi Han-kyul, interpretato da Gong Yoo
Unico erede della Dongin Foods, una compagnia nel campo alimentare. Sebbene molto intelligente e capace, ha passato tutta la vita a divertirsi senza prendere nulla sul serio. Con il padre ha un rapporto conflittuale, mentre madre e nonna lo viziano. Ha da sempre una cotta per Han Yoo-Joo, ma col tempo questi sentimenti sono diventati per sua stessa ammissione più "un’abitudine" che altro. Sogna di poter tornare in America e continuare a lavorare come block designer in una ditta di costruzioni giocattolo. Conosce Go Eun-chan per caso e decide di assumerlo per scampare ad alcuni appuntamenti combinati. Dopo aver ricevuto un ultimatum dalla nonna, è costretto a rilevare una vecchia caffetteria, assumendo Eun-chan come cameriere, per cui inizierà poco a poco a provare strani sentimenti.
- Choi Han-sung, interpretato da Lee Sun-kyun
Produttore musicale, cugino di Han-Kyul ed ex-fidanzato di Han Yoo-joo, con cui ha avuto una relazione lunga e burrascosa, terminata due anni prima i fatti del drama. Vive nel quartiere in cui Eun-chan distribuisce il latte e si incontrano grazie al suo cane, che la ragazza adora. Nonostante il ritorno di Yoo-joo, inizia a provare dei sentimenti nei confronti di Eun-chan.
- Han Yoo-joo, interpretata da Chae Jung-an
Talentuosa pittrice, primo amore di Han-kyul e ex-ragazza di Han-sung. Vive senza rendere conto a nessuno ma è sinceramente innamorata di Han-sung e torna dall’America solo per riconquistarlo.

### Personale del Coffee Prince
- Hwang Min-yeop, interpretato da Lee Eon
Cameriere del Coffee Prince, devotissimo a Eun-sae, sorellina di Eun-chan. Nonostante l’aspetto da malvivente è molto dolce e poco intelligente. Eun-chan e Han-kyul si incontrano per la prima volta a causa di un suo maldestro tentativo di scippo.
- Jin Ha-rim, interpretato da Kim Dong-wook
Cameriere del Coffee Prince, amico di Han-kyul, play-boy incallito. È appassionato di design ma i suoi genitori vorrebbero che studiasse medicina per ereditare l’ospedale di famiglia, perciò gli tagliano i fondi e il ragazzo è costretto ad andare a lavorare al Coffee Prince e a vivere con Hong Gae-shik e Noh Sun-ki. È molto affezionato a Eun-chan, che chiama "My Chan".
- Noh Sun-ki, interpretato da Kim Jae-wook
Cuoco del Coffee Prince, di origini giapponesi è andato in Corea per inseguire una ragazza di cui era follemente innamorato. È molto taciturno e spesso si lamenta tra sé in giapponese. Viene notato da Han-kyul per la sua fruttuosa bancarella di cialde e poi assunto al caffè per aumentare le vendite.
- Hong Gae-shik, interpretato da Kim Chang-wan
Co-proprietario e barista del Coffee Prince. È molto pigro e presta poca attenzione all’igiene, sia a casa che sul lavoro. Ha studiato in Italia, ma ne è subito ritornato per aprire un caffè assieme alla donna di cui era innamorato. Dopo essere stato abbandonato da quest’ultima ha quasi mandato in rovina il locale e si è ritrovato a chiedere aiuto alla nonna di Han-kyul. È affezionato a Eun-chan e a sua madre.

### Famiglia Go
- Go Eun-sae, interpretata da Han Ye-in
Sorellina di Eun-chan. Sogna di diventare una cantante pur senza averne il talento e a questo scopo segue delle lezioni di canto. È a conoscenza della cotta di Hwang Min-yeop per lei e lo sfrutta in tutti i modi.
- Madre di Eun-chan, interpretata da Park Won-sook
Spendacciona e irresponsabile, ha sofferto molto dopo la morte del padre ma non essendo capace di prendersi cura delle figlie ha lasciato tutte le responsabilità su Eun-chan.

### Famiglia Choi
- Nonna di Han-kyul e Han-sung, interpretata da Kim Young-ok
Donna forte e potente, è a capo della famiglia e della Dongin Foods. Vuole molto bene ai suoi due nipoti. Viene colpita da un cancro al fegato e decide di raddrizzare Han-kyul, che fino ad allora aveva soltanto viziato. Inizialmente non approva Eun-chan.
- Madre di Han-kyul, interpretata da Kim Ja-ok
Anche se non ama il marito è molto legata alla suocera e al figlio.
- Padre di Han-kyul, interpretato da Choi Il-hwa
Non ha rapporti con Han-kyul da molti anni e tratta con freddezza la moglie. Prima di sposarsi era molto innamorato di un'altra donna, che però aveva sposato un altro.
- Vero padre di Han-kyul, interpretato da Nam Myung-ryul
Vecchio amico del padre adottivo di Han-kyul, ha dovuto abbandonare moglie e figlio a causa della sua famiglia.

### Personaggi minori
- Mr. Ku, interpretato da Lee Han-wi
Macellaio del quartiere, ha una vena poetica ed è molto innamorato della madre di Eun-chan.
- DK, interpretato da Kim Jung-min.
- Madre di Yoo-joo, interpretata da Ban Hye-ra
- Han-byul, interpretata da Han Da-min

## Ascolti
| Episodio | Data di trasmissione | Ascolti             | Ascolti                    |
| Episodio | Data di trasmissione | A livello nazionale | Area metropolitana di Seul |
| -------- | -------------------- | ------------------- | -------------------------- |
| 1        | 2 luglio 2007        | 14,4%               | 15,5%                      |
| 2        | 3 luglio 2007        | 15,3%               | 16,2%                      |
| 3        | 9 luglio 2007        | 18,1%               | 18,6%                      |
| 4        | 10 luglio 2007       | 19%                 | 19,8%                      |
| 5        | 16 luglio 2007       | 19,3%               | 20,1%                      |
| 6        | 17 luglio 2007       | 23,2%               | 23,9%                      |
| 7        | 23 luglio 2007       | 25,2%               | 25,3%                      |
| 8        | 24 luglio 2007       | 26,8%               | 28,1%                      |
| 9        | 30 luglio 2007       | 25,2%               | 26,2%                      |
| 10       | 31 luglio 2007       | 25,9%               | 27,3%                      |
| 11       | 6 agosto 2007        | 28,4%               | 30,8%                      |
| 12       | 7 agosto 2007        | 29,9%               | 31,4%                      |
| 13       | 13 agosto 2007       | 29,3%               | 32,1%                      |
| 14       | 14 agosto 2007       | 28,1%               | 30,5%                      |
| 15       | 20 agosto 2007       | 27,1%               | 29%                        |
| 16       | 21 agosto 2007       | 28,5%               | 30,8%                      |
| 17       | 27 agosto 2007       | 27,7%               | 29,5%                      |
| Media    | Media                | 24,2%               | 25,6%                      |

## Riconoscimenti
- 2007 – MBC Drama Awards
  - Nomination – Miglior coppia a Yoon Eun-hye e Gong Yoo.
  - Nomination – Miglior coppia a Chae Jung-an e Lee Sun-kyun.
  - Nomination – Premio popolarità, attore a Gong Yoo.
  - Nomination – Premio popolarità, attrice a Yoon Eun-hye.
  - Nomination – Miglior nuovo attore a Lee Eon.
  - Vinto – Premio direttore della produzione a Kim Chang-wan.
  - Vinto – Premio all'eccellenza, attore a Gong Yoo.
  - Nomination – Premio all'eccellenza, attore a Lee Sun-kyun.
  - Nomination – Premio all'eccellenza, attrice a Chae Jung-an.
  - Vinto – Premio all'eccellenza massima, attrice a Yoon Eun-hye.
  - Nomination – Miglior drama.
- 2008 – Baeksang Arts Awards
  - Nomination – Miglior copione televisivo a Lee Jung-ah e Jang Hyun-joo.
  - Vinto – Miglior nuovo regista televisivo a Lee Yoon-jung.
  - Vinto – Miglior attrice televisiva a Yoon Eun-hye.
  - Nomination – Miglior drama.
- 2008 – Korea PD Awards
  - Vinto – Miglior drama.